# يوي الصينية
صينية يوي هي مجموعة من اللغات الصينية المنتشرة في جنوب الصين؛ ويبلغ عدد المتحدثين بها 62 مليون نسمة.
غالبًا ما يُستخدم الاسم الكانتوني للمجموعة بأكملها، لكن اللغويين يفضلون حجز هذا الاسم لمجموعة متنوعة من قوانغتشو (كانتون) و هونج كونج و ماكاو، وهي لهجة هيبة. اللغة التايشانية، من المنطقة الساحلية في جيانغمن الواقعة جنوب غرب قوانغتشو، كانت لغة معظم المهاجرين من القرن التاسع عشر من قوانغدونغ إلى جنوب شرق آسيا و أمريكا الشمالية. وكان معظم المهاجرين اللاحقين يتحدثون الكانتونية.
أصناف يو ليست مفهومة بشكل متبادل مع أصناف أخرى من الصينيين. هم من بين الأصناف الأكثر تحفظًا فيما يتعلق بالأحرف الساكنة النهائية والدرجات اللونية للصينيين الأوسطين، لكنهم فقدوا العديد من الفروق في الحروف الساكنة الأولية والوسطية التي احتفظت بها أصناف صينية أخرى.